# Cymbidium qiubeiense
Cymbidium qiubeiense là một loài thực vật có hoa trong họ Lan. Loài này được K.M.Feng & H.Li mô tả khoa học đầu tiên năm 1980.